# Leigh-Ann Naidoo
Leigh-Ann Naidoo (* 12. Juli 1976 in Durban) ist eine südafrikanische Beachvolleyballspielerin.

## Karriere
Naidoo spielte 1999 ihr erstes internationales Turnier in Acapulco mit Alena Schurkova. 2003 bildete sie ein neues Duo mit Julia Willand. Naidoo/Willand erreichten nach einigen erfolglosen Turnieren und dem Grand Slam in Berlin bei den Bali Open als Neunte erstmals die Top Ten. Im gleichen Jahr nahmen sie an der Weltmeisterschaft in Rio de Janeiro teil. Nach dem Auftaktsieg gegen Claasen/Deister qualifizierten sie sich punkt- und satzgleich mit dem deutschen Duo für die erste Hauptrunde, in der sie den US-Amerikanerinnen Reynolds/DeNecochea unterlagen und so den 17. Platz belegten.
2004 erreichten Naidoo/Willand unter anderem einen 25. Rang bei den Rhodos Open. Der größte Erfolg gelang ihnen jedoch mit der Qualifikation für das olympische Turnier in Athen. Als erstes südafrikanisches Beachvolleyball-Team bei Olympia sorgten sie für ein Novum, blieben sportlich jedoch in einer Gruppe mit den späteren Silbermedaillen-Gewinnerinnen aus Brasilien ohne Satzgewinn und mussten sich nach der Vorrunde verabschieden.
Anschließend war Naidoo zunächst nur in Chicago aktiv. Eine Teilnahme an den Gay Games 2006 blieb der lesbischen Sportlerin jedoch wegen einer Verletzung am Kreuzband verwehrt. 2007 kehrte sie zurück und bildete ein Duo mit Judith Augoustides, geborene Deister. Naidoo/Augoustides spielten einige Grand Slams und Open-Turniere. Ihr bestes Ergebnis erzielten sie mit Rang 25 in Montreal. Bei der WM in Gstaad waren sie als einziges afrikanisches Duo vertreten. Sie gewannen gegen die Japanerinnen Saiki/Kusuhura, mussten sich aber den beiden US-amerikanischen Duos in der Gruppe geschlagen geben und schieden deshalb nach der Vorrunde aus. Anschließend absolvierten sie noch den Grand Slam in Klagenfurt, bevor Naidoo ihre Karriere beendete.

## Gesellschaftliches Engagement
Naidoos Vater Derrick setzte sich als einer der ersten Südafrikaner für Gleichberechtigung im Sport ein und gründete den ersten Volleyball-Verein des Landes ohne Rassentrennung. Nach seinem Vorbild engagierte sich auch die Tochter gegen die Apartheid. Vor den Olympischen Spielen 2004 bekannte sich Naidoo öffentlich zu ihrer Homosexualität. Zwei Jahre später war sie Botschafterin und Keynote-Sprecherin der Gay Games in Chicago. Als die homosexuelle Ehe Ende 2006 in Südafrika legalisiert wurde, heiratete Naidoo ihre Lebensgefährtin Kelly Gillespie.